# Arroyo Acaraguá Segundo
El arroyo Acaraguá Segundo es un curso de agua ubicado en la provincia de Misiones, Argentina que desagua en el arroyo Acaraguá.
El mismo nace en la divisoria de aguas de la sierra de Misiones, en las coordenadas 27°11′00″S 54°58′06″O / -27.18333, -54.96833 a una altitud de 437 metros sobre el nivel del mar. 
Establece el límite entre la Colonia Yerbal Viejo y Aristóbulo del Valle. Luego de transcurridos 1500 metros desde sus nacientes, atraviesa la antigua ruta Nacional 14, para luego de dos kilómetros atravesar la nueva traza de dicha arteria en el km 916,7 para confluir luego en el Arroyo Acaraguá, al unir sus aguas con el arroyo Acaraguá Primero en las coordenadas 27°13′05″S 54°57′06″O / -27.21806, -54.95167, a una altitud de 358 m s. n. m. y a 2,5 kilómetros al sureste de Campo Grande.